# جمال أمريكي
الجمال الأمريكي هو فيلم درامي كوميدي أسود أمريكي عام 1999 كتبه آلان بول وأخرجه سام مينديز في أول فيلم روائي طويل له. يلعب كيفن سبيسي دور ليستر بورنهام، وهو مدير تنفيذي للإعلانات يعاني من أزمة منتصف العمر ويصبح مفتونًا بصديقة ابنته المراهقة، التي تلعب دورها مينا سوفاري. تلعب أنيت بينينج دور زوجة ليستر المادية كارولين، وتلعب ثورا بيرش دور ابنتهما جين. شارك في البطولة ويس بنتلي وكريس كوبر وأليسون جاني. وصف الأكاديميون الفيلم بأنه يسخر من كيفية إدراك الطبقة الوسطى الأمريكية للجمال والرضا الشخصي. ويسلط الضوء على مواضيع مثل الحب الرومانسي والأبوي، والجنس، والمادية، وتحرير الذات، والاستمالة الجنسية.
حاز الفيلم على خمسة جوائز أوسكار منها جائزة الأوسكار لأفضل فيلم وجائزة الأوسكار لأفضل مخرج وجائزة الأوسكار لأفضل ممثل.

## القصة
تدور احداث الفيلم في إحدى الاحياء الهادئة في شيكاغو، هناك تعيش اسرتين مجاورتين لبعضهما
اسرة ليستر برنهام واسرة فيتز، تمتلكان كل مقومات الحياة الهنيئة، منزل في حي جميل ومستوى اجتماعي راقي ودخل جيد لكن هذهِ الاسُس ما تلبث إلى أن تصبح واهية كل ما ادخلنا المخرج في اعماق القصة لنكتشف ان كل هذهِ المظاهر مزيفة العائلة الأولى تتكون من
الاب ليستر بورنهام - كيفن سبايسي - وهو كاتب بأحد المجلات ولكنه يمر بمرحلة فراغ كبيرة جداً
لما يعانيه من قلة اهتمام من زوجتهُ وابنته التي تكرهه جداً، أما زوجته كارولين - انيت بيننغ - فهي امرأه مهتمه بشكل مبالغ فيه بالعمل حتى انها نسيت عائلتها بشكل مبالغ فيه مما تسبب بمشاكل كبيرة بهذه العائلة.. فعلاقتها مع زوجها أصبحت سيئة من جميع النواحي وابنتها التي تعاني بشكل كبير من الحنان والعطف من والديها، واخيراً الابنة جيني - ثورا بيرتش - والتي تعاني بشكل كبير بسبب مشاكل والديها وعدم اهتمامهم الكبير بها مما جعلها تكره حياتها الاسرية وتصبح عنيدة لابعد الحدود.اما العائلة الثانية فهي تتكون من: فيتز - كرس كوبر - وهو رجل عقيد متقاعد من البحرية وملتزم جداً خاصة مع ابنه الوحيد ومن خلال احداث الفلم سنلاحظ انه يكره المثليين لدرجة كبير مع ان هذا الامر شيء عادي بمجتمعهم ولكن هو يكره هذا الامر لدرجة كبيرة.
الفرد الثاني من العائلة وهي الزوجة باربارا فيتز - اليسون جاني - ولكن شخصيتها مجهولة كثيراً بالفلم واغلب الظن انها تعاني من الوحدة بشكل كبير بسبب عدم اهتمام عائلتها بها كثيراً ونجدها بأغلب مشاهدها بالفلم شاردة أو لا تتكلم. الفرد الاخير من العائلة وهو الأهم طبعاً الابن ريكي فيتز - ويس بنتلي - شاب يعاني مثل جيني من قلة اهتمام كبيرة من عائلته مما جعله غريب الاطوار ويشاهد العالم من خلال عدسة الكاميراً فقط، فهو يرى ان الكيس الذي يتطاير بالهواء أو الحمامة الميتة هو الشيء الجميل بهذه الحياة لانها حقيقة وليست مزيفة كما هو المجتمع الذي يعيش فيه! شخصية أخرى مهمة بالقصة وهي انجيلا - مينا سوفاري - وهي صديقة جيني والبنت المثالية بالمجتمع الأمريكي فهي تتمتع بالجمال ولديها الكثير من المعجبين ولها مستقبل كبير كما وصفت نفسها.

## الممثلون
- كيفين سبيسي—في دور—ليستر بورنهام
- آنيت بنينغ—في دور—كارولين بورنهام (الزوجة)
- ثورا بيرتش—في دور—جين بورنهام (الابنة)
- ويس بنتلي—في دور—ريكي فيتز (صديق جين)
- مينا سوفاري—في دور—أنجيلا هايز (صديقة جين)
- كريس كوبر—في دور—الكولونيل فرانك فيتز (والد ريكي)
- بيتر جالاجر—في دور—بادي كين
- أليسون جاني—في دور—باربرا فيتز (والدة ريكي)
- سكوت باكولا—في دور—جيم أولمير
- سام روباردز—في دور—جيم بيركلي

| سبقه شكسبير في الحب | أوسكار - أفضل فيلم 1999 | تبعه المصارع |

## وصلات خارجية
- جمال أمريكي على موقع IMDb (الإنجليزية)
- جمال أمريكي على موقع ميتاكريتيك (الإنجليزية)
- جمال أمريكي على موقع الموسوعة البريطانية (الإنجليزية)
- جمال أمريكي على موقع روتن توميتوز (الإنجليزية)
- جمال أمريكي على موقع نتفليكس (الإنجليزية)
- جمال أمريكي على موقع قاعدة بيانات الأفلام العربية
- جمال أمريكي على موقع ألو سيني (الفرنسية)
- جمال أمريكي على موقع Turner Classic Movies (الإنجليزية)
- جمال أمريكي على موقع أول موفي (الإنجليزية)
- جمال أمريكي على موقع بوكس أوفيس موجو (الإنجليزية)

1. ↑  وصلة مرجع: http://www.imdb.com/title/tt0169547/. الوصول: 8 مايو 2016.
2. ↑  وصلة مرجع: http://www.filmaffinity.com/en/film505307.html. الوصول: 8 مايو 2016.
3. ↑  وصلة مرجع: http://www.movie-list.com/trailers/americanbeauty. الوصول: 8 مايو 2016.
4. 1 2 3 4 5  وصلة مرجع: https://www.europeanfilmawards.eu/en_EN/film/american-beauty.5554. مسار الأرشيف: https://web.archive.org/web/20200611195622/https://www.europeanfilmawards.eu/en_EN/film/american-beauty.5554. الوصول: 11 يونيو 2020.
5. ↑  وصلة مرجع: http://www.cinemarx.ro/filme/American-Beauty-American-Beauty-1431.html. الوصول: 8 مايو 2016.
6. ↑  وصلة مرجع: http://stopklatka.pl/film/american-beauty. الوصول: 8 مايو 2016.